# Gilmar Jorge Alberto Dos Santos
Gilmar Jorge Alberto Dos Santos (São Paulo, Brasil, 23 de abril de 1971) es un exfutbolista brasileño que se desempeñaba como defensa.

## Clubes
| Club           | País   | Año       |
| -------------- | ------ | --------- |
| São Paulo      | Brasil | 1991-1994 |
| Portuguesa     | Brasil | 1994-1995 |
| Cruzeiro       | Brasil | 1995-1996 |
| Real Zaragoza  | España | 1996-1999 |
| Rayo Vallecano | España | 1999-2000 |
| Palmeiras      | Brasil | 2000-2001 |
| Flamengo       | Brasil | 2001-2002 |
| Botafogo       | Brasil | 2002-2004 |